# Anaerobe waterzuivering
Anaerobe afvalwaterzuivering is een proces waarin bacteriën in afwezigheid van zuurstof organische stof in het water omzetten naar biogas (CH4 en CO2).
Anaerobe zuivering wordt toegepast in vele industriële sectoren waarin afvalwater met veel organische vervuiling voorkomt. De slibbelasting (Kg CZV/Kg slib) kan in dit soort systemen erg hoog worden opgevoerd. Hierdoor kan het reactorvolume veel kleiner worden dan bij aerobe waterzuivering doorgaans het geval is. 
In warmere landen als Brazilië wordt het ook toegepast in rioolwaterzuivering. De reden dat dit alleen in warme landen voor rioolwaterzuivering wordt toegepast is de verhoogde temperatuur (circa 36 °C) waarbij methaanbacteriën het meest actief zijn. 
Bij industriële toepassingen is er vaak sprake van restwarmte in de vorm van koelwater. Deze warmte kan benut worden om een anaerobe reactor op temperatuur te houden. De techniek wordt ingezet om de hoge operationele kosten van de aerobe afvalwaterzuivering te verminderen en energie te produceren in de vorm van biogas. 
Biogas is een hernieuwbare energiebron, die kan worden gebruikt voor elektriciteit- en warmteproductie. Door de aanwezigheid van sulfaten in het afvalwater is het vaak wel noodzakelijk dat het gevormde biogas wordt ontdaan van H2S voordat het verbrand wordt in een warmte-krachtkoppeling. 
De slibproductie van het proces is gering en behoeft weinig toevoegingen in de vorm van chemicaliën. De geringe slibgroei is enerzijds een voordeel en anderzijds een nadeel. Er zijn geen grote hoeveelheden spui slib met vaak bijkomende verwerkingskosten zoals bij aerobe waterzuivering. Anderzijds zal bij onbedoelde uitspoeling van slib of het voor het eerst opstarten van een installatie gewerkt moeten worden met entslib. Wanneer niet binnen het eigen bedrijf aanwezig zal dit dan aangekocht moeten worden. 
Bij bepaalde industrieën zoals de suiker- en zetmeel industrie bevat het afvalwater zeer weinig fosfor en stikstof. In deze gevallen kan het noodzakelijk zijn om fosforzuur en ureum toe te voegen. Het zuiveringsrendement is een stuk lager dan dat van aerobe waterzuivering (met zuurstof). Stikstof en fosfaat worden nauwelijks verwijderd, alleen via slibgroei. 
De verwijdering van organisch materiaal is ongeveer 70%. Vooral de opgeloste organische stoffen worden verwijderd. Door een vaak toegepaste naschakeling van aerobe waterzuivering kan toch een volledige verwijdering van organisch materiaal (CZV), stikstof en fosfaat worden verkregen. De afbraak van organisch materiaal verloopt via het eerst vormen van organische vetzuren en het daarna weer afbreken van deze organische vetzuren tot biogas. 
Hierdoor is bij een goed functionerende anaerobe zuivering een pH-daling (verzuring) waarneembaar tussen het (voor verzuurde) influent en het effluent. Omdat de vorming van deze vetzuren sneller verloopt dan het afbreken, is de kans aanwezig dat de reactor verzuurd bij te veel voedingsaanbod. De bacteriën die de omzetting van vetzuren naar methaan bewerkstelligen, kunnen bij een te lage pH niet functioneren. 
Om een teveel aan voedingsaanbod en daarmee het slecht functioneren van een anaerobe zuivering vroegtijdig te signaleren is het mogelijk om analyses te doen naar vetzuren. Via gaschromatografie kan de afbraak van azijnzuur en propionzuur gevolgd worden. Wanneer deze stoffen in toenemende mate aanwezig zijn in het effluent functioneert de reactor niet optimaal en begint de reactor te verzuren. 
De anaerobe (methaan)bacteriën in anaerobe zuiveringen zijn slecht bestand tegen plotselinge veranderingen in pH, temperatuur, type voeding en andere omstandigheden. Het aanpassen aan nieuwe omstandigheden vergt enige aanpassingstijd. 
Het bacterieslib is echter wel goed bestand tegen het lange tijd uitblijven van voeding. Dit is waardoor de techniek met succes toegepast kon worden in industrieën met een oogstcampagne zoals de suiker- en aardappelzetmeelindustrie. Na deze campagnes wordt de anaerobe zuivering uit bedrijf genomen en pas na maanden bij de volgende campagne weer opgestart.

## Geschiedenis
De anaerobe waterzuivering is aan de Wageningen Universiteit ontwikkeld door Prof. dr. ir. Gatze Lettinga. Het eerste ontwerp van hem is de zogenaamde UASB-reactor (wat staat voor Upflow Anaerobic Sludge Blanket). Hierin stroomt het te zuiveren afvalwater met hoge snelheid omhoog door de reactor. De aanwezige methaanbacteriën vormen zo slib in de vorm van goed bezinkbare ronde korrels. De vorming van goed bezinkbare ronde korrels van enkele millimeters groot is kenmerkend voor opwaarts bedreven anaerobe waterzuiveringen. Andere vormen en benamingen van anaerobe waterzuiveringssystemen zijn slib-op-dragerreactoren, EGSB-reactor en Anaërobe Membraan-Bioreactor. Een van de eerste toegepaste anaerobe waterzuiveringen stond bij de toenmalige suikerfabriek CSM in Halfweg.